# Dialetto pavano
Il pavano è un'antica variante del veneto, parlata un tempo nel contado di Padova, da cui il nome.
Le odierne parlate venete centrali, influenzate dal veneziano, conservano ben poche tracce del pavano. Rivestì tuttavia un ruolo fondamentale per il fiorire di una cosiddetta letteratura pavana comprendente numerose opere a tema scherzoso, sia in versi che in prosa, composte tra il XIV e il XVII secolo. I primi autori a scrivere in pavano furono Nicolò de' Rossi (1308-1309) e Marsilio da Carrara, ma il massimo esponente di questa corrente è Angelo Beolco detto il Ruzante (XVI secolo), cui seguirono per tutto il Seicento una serie di suoi imitatori. Perfino Galileo Galilei scrisse, in tutto o in parte e sotto pseudonimo, un libello in pavano, il Dialogo de Cecco di Ronchitti da Bruzene in perpuosito de la Stella Nuova (1605).

## Caratteristiche
Il tratto più tipico del pavano era l'utilizzo esteso della metafonesi, con la trasformazione di /e/ e /o/ mediante /i/,: péro "pera" al plurale diventa pìri; pómo "mela" al plurale diventa pùmi. Un fenomeno simile avviene nelle vocali aperte, che vengono dittongate: zucòlo "zucchino" al plurale è zucuòli.
I suffissi latini -atu e -ate vengono resi con -ò e -è: parentò "parentado", amistò "amicizia". Questo fenomeno fu ricordato - e biasimato - da Dante nel De vulgari eloquentia.
Va ricordata anche la prima persona plurale del presente indicativo in -ón o -óm (favelóm "parliamo"), in seguito sostituita dalla forma in -émo di origine veneziana (favelémo).